# Gloxinella lindeniana
Gloxinella lindeniana là một loài thực vật có hoa trong họ Tai voi. Loài này được (Regel) Roalson & Boggan mô tả khoa học đầu tiên năm 2005.

## Hình ảnh

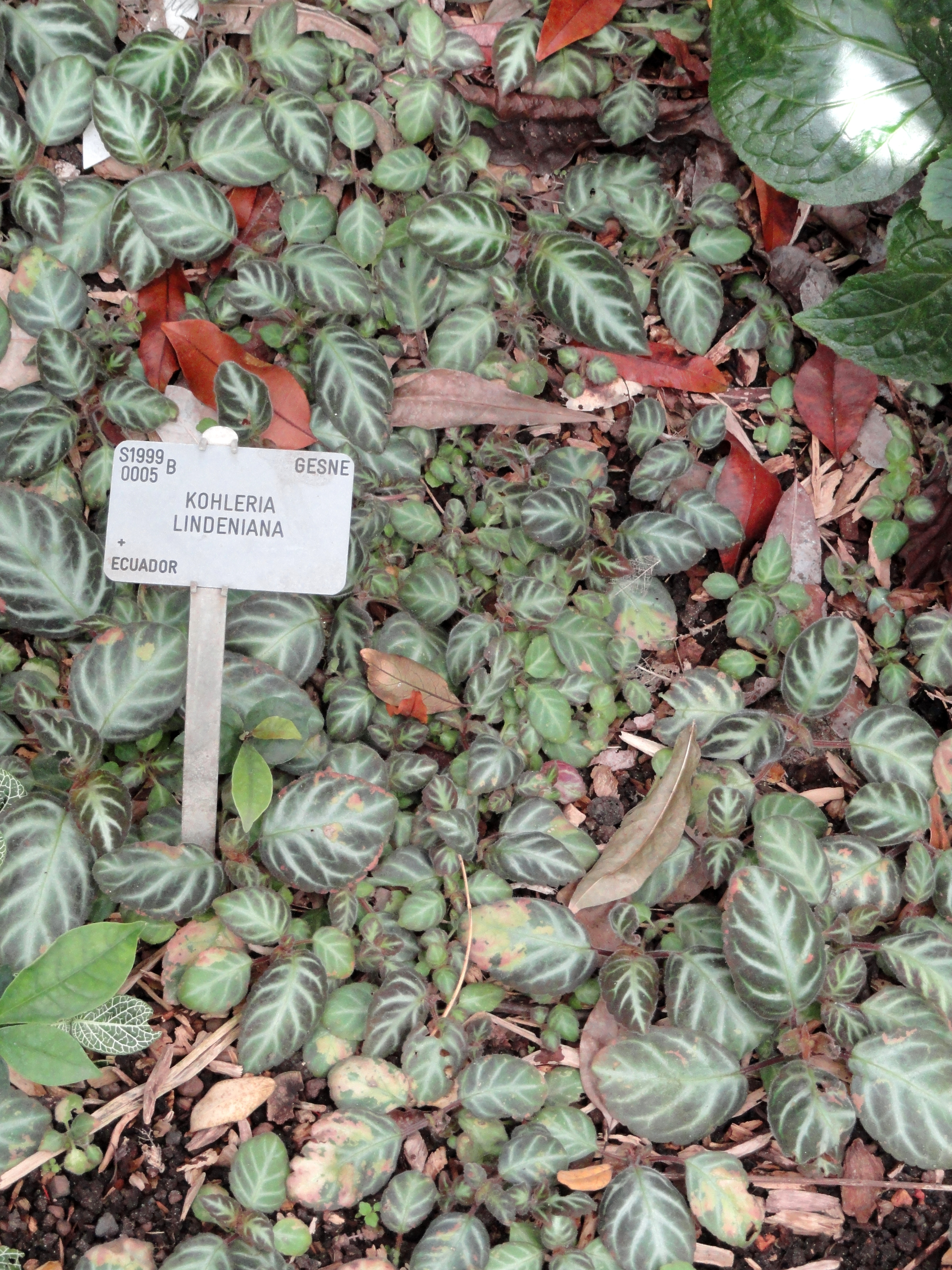